# Орлов, Алексей Ильич
Алексей Ильич Орлов (азерб. Aleksey İliç Orlov, эрз. Алёк Орлов; 18 февраля 1901, Кабаево Симбирская губерния — 3 июня 1951, Баку) — советский азербайджанский нефтяник, Герой Социалистического Труда (1948). Лауреат Сталинской премии (1951).

## Биография
Родился 18 февраля 1901 года в селе Кабаево Алатырского уезда Симбирской губернии (ныне село в Дубёнском районе Республики Мордовия в составе России).
С 1917 года — буровой мастер, начальник участка, мастер по капитальному ремонту скважин треста «Лениннефть», с 1941 года — инженер, начальник управления «Азнефтеразведка», с 1944 года — буровой мастер, инженер по подземному бурению треста «Бузовнынефть». Алексей Орлов стал инициатором скоростного бурения скважин в Советском Союзе, разработал и опробовал новые методы скоростного бурения, первым внедрил метод подземного ремонта бура. В августе 1946 года установил всесоюзный рекорд бурения, закончив бурением скважину № 113 со скоростью 2613 метров на станок в месяц при средней скорости эксплуатационного бурения в целом по объединению 543,2 метра на станок в месяц.
Указом Президиума Верховного Совета СССР от 8 мая 1948 года за выдающиеся успехи в реконструкции нефтяной и газовой промышленности СССР, большой вклад в повышение эффективности производства и качества продукции Орлову Алексею Ильичу присвоено звание Героя Социалистического Труда с вручением ордена Ленина и золотой медали «Серп и Молот».
Скончался 3 июня 1951 года в городе Баку.